# Joanna Podłuska
Joanna Podłuska (ur. 1 stycznia 1843, zm. 28 grudnia 1934) – uczestniczka powstania styczniowego.

## Życiorys
Pochodziła z rodziny Radziszewskich. W czasie powstania styczniowego była kurierką. Przewoziła broń i rozkazy. Zajmowała się rannymi i chorymi. Brała udział w uwalnianiu zniewolonych powstańców.
W 1930 została odznaczona Krzyżem Niepodległości.
Została pochowana na Cmentarzu Wojskowym na Powązkach w Warszawie w kwaterze weteranów powstania styczniowego.